# Athlītikī Enōsis Kōnstantinoupoleōs 2000-2001 (pallacanestro)
Questa voce raccoglie le informazioni riguardanti l'Athlītikī Enōsis Kōnstantinoupoleōs B.C. nelle competizioni ufficiali della stagione 2000-2001.

## Stagione
La stagione 2000-2001 dell'Athlītikī Enōsis Kōnstantinoupoleōs è la 47ª nel massimo campionato greco di pallacanestro, l'A1 Ethniki.

## Roster
Aggiornato al 19 dicembre 2021.
| AEK Atene 2000-01 | AEK Atene 2000-01 |
| Giocatori         | Staff tecnico     |
| ----------------- | ----------------- |

| N. | Naz.                                      | Ruolo | Nome               | Anno | Alt.   | Peso   |  |
| -- | ----------------------------------------- | ----- | ------------------ | ---- | ------ | ------ |  |
| 4  | Macedonia del Nord (bandiera)             | P     | Vrbica Stefanov    | 1973 | 188 cm | 75 kg  |  |
| 5  | Grecia (bandiera)                         | P     | Spyros Panteliadīs | 1977 | 191 cm |        |  |
| 6  | Inghilterra (bandiera)                    | G     | Steve Hansell      | 1975 | 195 cm |        |  |
| 7  | Grecia (bandiera)                         | AP    | Vasilīs Kikilias   | 1974 | 199 cm | 90 kg  |  |
| 7  | Grecia (bandiera)                         | PG    | Nikos Zīsīs        | 1983 | 194 cm | 88 kg  |  |
| 8  | Paesi Bassi (bandiera)                    | C     | Geert Hammink      | 1969 | 213 cm | 119 kg |  |
| 9  | Grecia (bandiera)                         | G     | Nikos Chatzīs (C)  | 1976 | 196 cm | 91 kg  |  |
| 10 | Turchia (bandiera)                        | G     | İbrahim Kutluay    | 1974 | 198 cm | 93 kg  |  |
| 11 | Grecia (bandiera)                         | AG    | Dīmos Ntikoudīs    | 1977 | 206 cm | 110 kg |  |
| 12 | Jugoslavia (bandiera) · Grecia (bandiera) | AP    | Milan Gurović      | 1975 | 204 cm | 95 kg  |  |
| 12 | Grecia (bandiera)                         | AG    | Dīmītrīs Misiakos  | 1982 | 203 cm |        |  |
| 13 | Estonia (bandiera)                        | AG    | Martin Müürsepp    | 1974 | 208 cm | 108 kg |  |
| 14 | Inghilterra (bandiera)                    | C     | Andrew Betts       | 1977 | 216 cm | 110 kg |  |
| 15 | Grecia (bandiera)                         | A     | Michalīs Kakiouzīs | 1976 | 207 cm | 106 kg |  |
|    | Grecia (bandiera)                         | C     | Miltiadīs Moschou  | 1977 | 207 cm |        |  |

| Allenatore                                                     |
| - Dušan Ivković                                                |
| Assistente/i                                                   |
| - Nessuno Legenda - (C) Capitano - (IN) Inattivo - Infortunato |

## Mercato

### Sessione estiva
| Acquisti | Acquisti           | Acquisti      | Acquisti   | Acquisti |
| R.       | Nome               | da            | Modalità   |          |
| -------- | ------------------ | ------------- | ---------- | -------- |
| G        | İbrahim Kutluay    | Efes Pilsen   | definitivo |          |
| P        | Vrbica Stefanov    | Karşıyaka     | definitivo |          |
| C        | Geert Hammink      | Alba Berlino  | definitivo |          |
| PG       | Nikos Zīsīs        | XAN Salonicco | definitivo |          |
| C        | Andrew Betts       | Real Madrid   | definitivo |          |
| P        | Spyros Panteliadīs | Maroussi      | definitivo |          |
| AP       | Milan Gurović      | Barcellona    | definitivo |          |

| Cessioni | Cessioni               | Cessioni       | Cessioni       | Cessioni |
| R.       | Nome                   | a              | Modalità       |          |
| -------- | ---------------------- | -------------- | -------------- | -------- |
| GA       | Anthony Bowie          | Aris Salonicco | fine contratto |          |
| P        | Aggelos Korōnios       | PAOK Salonicco | fine contratto |          |
| C        | Jake Tsakalidīs        | Phoenix Suns   | fine contratto |          |
| C        | Dan O'Sullivan         |                | ritirato       |          |
| G        | Nikos Papanikolopoulos | Aris Salonicco | fine contratto |          |

### Dopo l'inizio della stagione
| Acquisti | Acquisti | Acquisti | Acquisti | Acquisti |
| R.       | Nome     | da       | Data     | Modalità |
| -------- | -------- | -------- | -------- | -------- |

| Cessioni | Cessioni      | Cessioni      | Cessioni      | Cessioni    |
| R.       | Nome          | a             | Data          | Modalità    |
| -------- | ------------- | ------------- | ------------- | ----------- |
| AP       | Milan Gurović | Pall. Trieste | dicembre 2000 | rescissione |